# Hytop
Hytop és una població dels Estats Units a l'estat d'Alabama. Segons el cens del 2000 tenia 315 habitants.

## Demografia
Segons el cens del 2000, Hytop tenia 315 habitants, 124 habitatges, i 108 famílies. La densitat de població era de 53,8 habitants/km².
Dels 124 habitatges en un 37,9% hi vivien nens de menys de 18 anys, en un 76,6% hi vivien parelles casades, en un 7,3% dones solteres, i en un 12,1% no eren unitats familiars. En el 10,5% dels habitatges hi vivien persones soles el 4,8% de les quals corresponia a persones de 65 anys o més que vivien soles. El nombre mitjà de persones vivint en cada habitatge era de 2,54 i el nombre mitjà de persones que vivien en cada família era de 2,72.
Per edats la població es repartia de la següent manera: un 23,8% tenia menys de 18 anys, un 9,2% entre 18 i 24, un 34,9% entre 25 i 44, un 24,4% de 45 a 60 i un 7,6% 65 anys o més.
L'edat mediana era de 35 anys. Per cada 100 dones hi havia 99,4 homes. Per cada 100 dones de 18 o més anys hi havia 90,5 homes.
La renda mediana per habitatge era de 34.306 $ i la renda mediana per família de 34.821 $. Els homes tenien una renda mediana de 29.107 $ mentre que les dones 19.286 $. La renda per capita de la població era de 15.093 $. Cap de les famílies estaven per davall del llindar de pobresa.

## Poblacions més properes
El següent diagrama mostra les poblacions més properes.